# Luis David Velázquez
Luis David Velázquez Jiménez (ur. 29 grudnia 1984 w Veracruz) – meksykański piłkarz występujący na pozycji środkowego obrońcy.

## Kariera klubowa
Velázquez rozpoczynał swoją profesjonalną karierę w 2004 roku, w małym klubie o nazwie Pioneros de Ciudad Obregón.
Wiosną 2005 został zawodnikiem pierwszoligowej drużyny Dorados de Sinaloa z siedzibą w mieście Culiacán. W meksykańskiej Primera División zadebiutował za kadencji szkoleniowca José Luisa Reala, 29 stycznia 2005 w zremisowanym 0:0 domowym meczu z Pueblą. Łącznie w zespole Dorados Velázquez rozegrał 7 ligowych spotkań, po czym w letnim okienku transferowym odszedł z klubu.
W lipcu 2005 Velázquez podpisał umowę z drugoligowym Club León. Piłkarzem tego klubu był przez następne 3,5 roku. Z drużyną Leónu wywalczył tytuł mistrza Liga de Ascenso w rozgrywkach Clausura 2008, jednak zespół nie awansował automatycznie do najwyższej klasy rozgrywkowej, przegrywając w decydującym dwumeczu z Indios.
Wiosną 2009 Velázquez został graczem pierwszoligowego Atlante z siedzibą w mieście Cancún.